# Heartbreaker (пісня Джастіна Бібера)
«Heartbreaker» (англ. Розбивачка сердець) — пісня канадського співака Джастіна Бібера, з його другого компіляційного альбому Journals (2013). Випущена 7 жовтня 2013 року та спродюсована T-Minus, Maejor Ali, Джастіном Бібером та Chef Tone. Пісня стала першим треком із серії Бібера «Музичні понеділки», під час якої він випускав новий сингл щопонеділка протягом 10 тижнів до 9 грудня 2013 року.

## Створення
Перш ніж приступити до співпраці з Бібером над піснею, Maejor Ali випустив з ним сингл «Lolly» на початку 2013 року. Maejor Ali згадував «справжні арфи, гітаристів», яких привозили для запису «Heartbreak», і заявив, що присутні в студії «намагалися створити шедевр» з піснею. Він додав, що Бібер та його команда «хотіли зробити цю музику максимально чесною» і що «всі розмови в студії чути у пісні». Maejor Ali, разом із співпродюсерами T-Minus та Chef Tone, відповідали за додані до пісні «натягнуті емоції». Бібер також сприяв продюсуванню пісні.
В описі пісні на iTunes Бібер написав: «Це пісня для людей, яким розбили серце — як мис був я, коли писав її». В описі Бібер також висловив гордість за пісню та вказав на її зв'язок із своїми шанувальниками; пізніше він опублікував опис у Твіттері. Пісня відрізняється за звучанням від попередніх синглів Бібера, його менеджер Скутер Браун пояснив, що «Heatbreaker» та інші треки з Journals відрізнялися від його минулої роботи як «дуже R&B-шні, особисті пісні, не обов'язково пісні, про радіозвучання яких він думав під час запису», і назвав виконання Бібером пісні, як «вилив серця».

## Комерційна успішність
Після того, як «Heartbreaker» очолив чарт iTunes у 56 країнах світу, Бібер написав твіт у зв'язку зі таким успіхом. Зрештою, трек став посів першу сходинку чату iTunes у 63 країнах. Наступного тижня він дебютував на 77 сходинці чарту Billboard Hot 100 і піднявся на 64 сходинки — до 13 місця чарту, незважаючи на відсутність ротації, через продажів та потокових відтворень. Трек було завантажено 182.000 разів протягом восьми днів і він протримався два тижні у чарті Billboard Hot 100. У британському чарті UK Singles Chart «Heartbreaker» посів 14 сходинку.

## Автори
Інформацію про авторів отримано із Tidal.
- Джастін Бібер — автор пісні, production
- Maejor Ali[en] — автор пісні, продюсер
- Chef Tone[en] — автор пісні, продюсер
- Ксав'є Сміт — автор пісні
- T-Minus[en] — автор пісні, продюсер

## Чарти
| Чарт (2013)                                | Найвища позиція |
| ------------------------------------------ | --------------- |
| Австралія (ARIA)                           | 30              |
| Австрія (Ö3 Austria Top 75)                | 18              |
| Бельгія (Ultratop Flanders)                | 8               |
| Бельгія Urban (Ultratop Flanders)          | 2               |
| Бельгія (Ultratop Wallonia)                | 15              |
| Канада (Canadian Hot 100)                  | 15              |
| Данія (Tracklisten)                        | 1               |
| Фінляндія (Finland Download) (Latauslista) | 1               |
| Франція (SNEP)                             | 26              |
| Німеччина (Official German Charts)         | 32              |
| Греція Digital Songs (Billboard)           | 3               |
| Угорщина (Single Top 40)                   | 12              |
| Італія (FIMI)                              | 7               |
| Нідерланди (Mega Single Top 100)           | 5               |
| Нова Зеландія (RIANZ)                      | 21              |
| Норвегія (VG-lista)                        | 5               |
| Шотландія (Official Charts Company)        | 21              |
| Іспанія (PROMUSICAE)                       | 4               |
| Швеція (Sverigetopplistan)                 | 47              |
| Велика Британія (Official Charts Company)  | 14              |
| Велика Британія (UK R&B Chart)             | 3               |
| США (Billboard Hot 100)                    | 13              |

## Історія випуску
| Регіон | Дата          | Формат               | Лейбл          | Прим.  |
| ------ | ------------- | -------------------- | -------------- | ------ |
| Світ   | 7 жовтня 2013 | Цифрове завантаження | Island Records | [ 31 ] |